# Montagut i Oix
Montagut i Oix – gmina w Hiszpanii, w prowincji Girona, w Katalonii, o powierzchni 93,69 km². W 2011 roku gmina liczyła 978 mieszkańców.